# Jairo Luis Blumer
Jairo Luis Blumer (født 31. december 1986) er en brasiliansk fodboldspiller.